# Halictus cypricus
Halictus cypricus là một loài Hymenoptera trong họ Halictidae. Loài này được Blüthgen mô tả khoa học năm 1937.